# Црква Уганде
Црква Уганде је провинција чланица Англиканске заједнице. Тренутно постоји 37 дијацеза које чине Цркву Уганде, а на челу сваке је бискуп.
Свака дијацеза је подељена на архиђаконате, на чијем је челу старији свештеник познат као архиђакон. Архиђаконатије се даље деле на парохије, на челу са парохом. Парохије су подељене на потпарохије, на чијем челу су чтеци лаици. Према попису становништва из 2014. године, 32% Уганђана сматра се повезаним са црквом, у поређењу са 36,7% у попису становништва из 2002. године.

## Надбискуп
Тренутни примас и митрополитански надбискуп је Стивен Казиимба, који је устоличен у марту 2020. године. Дијацеза Кампала је фиксно надбискупско седиште, али за разлику од многих других фиксних митрополитанских седишта, носилац власти званично није познат као Надбискуп Кампале, али носи дужи наслов Надбискуп Уганде и бискуп Кампале.

## Историја
Примарни извор за овај одељак наведен је у одељку Референце у наставку

### Раби развој (1877–1897)
Шерголд Смит и Ц. Т. Вилсон из Црквеног мисионарског друштва били су први европски англикански мисионари у Уганди када су стигли у јуну 1877. Они су, заједно са осталима који су стигли касније, били смештени у суду Кабаке (краља) у Буганди близу садашње Кампале.
Кабака Мутеса I био је познат по својој бруталности и користио је ривалство англиканаца, римокатолика и муслимана како би покушао да уравнотежи утицаје сила које су подржавале сваку групу. Његов наследник, Кабака Мванга II, заузео је агресивнији приступ протеривањем мисионара и инсистирањем на томе да хришћански обраћеници напуштају веру под претњом мучења или смрти.
Тројица англиканаца Уганђана су убијена 1885. године, а долазећи надбискуп провинције Источне Екваторијалне Африке, Џејмс Ханингтон, ухапшен је, затворен и касније погубљен по наређењу Кабаке. Џозеф Мукаса, римокатолички свештеник и службеник суда у Буганди, прекорио је дело, ухапшен је и одрубљена му је глава. Ово је била најава великих прогона и убистава англиканаца и римокатолика од 1886. до 1887. године. Они који су убијени у том периоду памте се као мученици Уганде.
Овај инцидент је довео до мешања Империјалне британске источноафричке компаније која је подржала побуну против Мванге II од стране хришћанских и муслиманских група. Мванга II је на крају свргнут 1888. године, а заменио га је његов полубрат Кивева. Муслиманска фракција је збацила Кивеву, а заменио га је брат муслиман Калема. Британске снаге су присилиле Калему да абдицира и вратиле престо Мванги II који је 1894. године прихватио статус Уганде као британског протектората. Ови догађаји су гарантовали дугорочну одрживост англиканске цркве у Уганди.

### Дијацеза Уганде (1897–1961)
Алфред Роберт Такер је постао трећи бискуп Источне екваторијалне Африке 1890. године, а 1899. године створена је дијацеза Уганде и Такер је постао први бискуп Уганде. Први Уганђани су рукоположени 1893. године, а Буганда је основана као центар за евангелизацију у подручју Великих језера. Један од најславнијих аутохтоних англиканаца тог периода је Аполо Кивебулаја, који је познат и као „апостол Пигмеја“ због свог рада међу народом Пигмеја у источном Конгу.
Англикански раст у Уганди је био успешан почетком 20. века а један од најзначајнијих доприноса англиканске цркве био је у области образовања. Прве основне школе основане су 1890-их. У Мукону је 1913. године основано Богословско училиште Бискуп Такер и ова институција је на крају проширена на данашњи Хришћански универзитет Уганде. Слично томе, црква је преузела водећу улогу у јавном здравству оснивањем болнице Менго 1897. године.
Такер је предложио контроверзне мере за црквени устав које би доделиле значајну моћ домородачким англиканцима у ономе што је било познато као Завичајна англиканска црква. Овим радикалним предлозима супротставили су се мисионари, што је резултирало црквеном хијерархијом која је првенствено била експатриотска до независности Уганде деценијама касније. 
Педесетих година прошлог века појава генерације вођа цркве Уганде почела је да замењује исељеничку хијерархију. Фесто Кивенгере, који је касније постао бискуп Кигезија 1972. године, први пут је путовао у Европу као еванђелиста. Као међународна личност био је заједнички оснивач Афричког евангелистичког предузећа.

### Провинција Уганде, Руанде и Бурундија (1961–1980)
Раст цркве Уганде препознат је у англиканској заједници 1961. године успостављањем провинције Уганда и Руанда-Урундија (касније провинције Уганда, Руанда и Бурунди); нову провинцију установљена од Џефри Фишера, надбискупа Кентерберија, 16. априла 1961. у катедрали Намирембе. Лесли Браун, бискуп Намирембе (бискуп Уганде до 1960), изабран је 1960. године и постављен (у инаугурационој служби провинције) као први примас, митрополит и надбискуп. Брауна је 1966. наследио први угандски надбискуп Ерика Сабити.
Односи између англиканаца и римокатолика који су били затегнути од борби 1892. године заокружили су успостављање Угандског заједничког хришћанског савета. Савет је укључуио и малу Православну цркву Уганде.
Иди Амин је 1971. године дошао на власт државним ударом и у почетку га је становништво Уганде дочекало са одушевљењем. Брутална и корумпирана природа режима постала је ускоро очигледна, а хиротонијом Јананија Јакалије Лувума за новог надбискупа 1974. године, Англиканска црква је постала отворенија у супротстављању политици Иди Амина. То је довело до погубљења надбискупа 1977. године по Аминовом наређењу.

### Провинција Уганда (1980–present)
Рушењем Амина 1979. постепено је настављен нормалан живот у Уганди, мада је мир на северу Уганде остао недостижан уз побуну Господње војске отпора. Винифред Очола, супруга првог бискупа Китгума, убијена је 1997. године од нагазне мине. Бискуп Очола је, међутим, наставио да ради у правцу мира и помирења у северној Уганди.
Руанда и Бурунди су 1980. године уздигнути у засебну провинцију. Црква Уганде играла је активну улогу у промоцији свести и превенције АИДС-а у Уганди. Као резултат ових и других напора у земљи, Уганда је почела да преокреће ефекте АИДС-а на своје друштво.
Дом бискупа је 28. септембра 2011. године изабрао је првог епископа за нову дијацезу Јужне Анколе, која је створена из делова дијацеза Анколе и Западне Анколе.

## Екуменски односи
Као и многе друге англиканске цркве, и англиканска црква Уганде је чланица екуменског Светског савета цркава. У октобру 2009. године, руководство цркве Уганде реаговало је на ватиканско предложено стварање личних ординаријата за незадовољне традиционалистичке англиканце рекавши да, иако поздравља екуменски дијалог и дели моралну теологију са Католичком црквом, тренутне структуре GAFCON-а већ задовољавају духовне и пасторалне потребе конзервативних англиканаца у Африци.

## Англиканско престројавање
Црква Уганде била је активна у англиканском престројавању, како на Глобалном југу, тако и у Друштву исповедних англиканаца. Оне су једна од афричких цркава које су прекинуле везу са Епископалном црквом у Сједињеним Државама због прихватања нецелибатске хомосексуалности и сложила се да пружи пасторални надзор и подршку новим англиканским црквама у Северној Америци у текућем преуређивању англиканаца. Надбискуп Хенри Оромби, тадашњи примас, је 2005. године такође је критиковао прихватање свештенства од стране Енглеске цркве у истополним цивилним партнерствима.
Црква Уганде је 2. септембра 2007. године посветила америчког бискупа Џона Гернсија из Виргиније да надгледа многе америчке парохије које подржава. Црква Уганде је изјавила 23. јуна 2009. године да је у пуној заједници са Англиканском црквом у Северној Америци, деноминацијом коју су формирали амерички и канадски англиканци супротстављени поступцима својих националних цркава у вези са хомосексуалношћу.
Надбискуп Нтагали 2013. године није одобрио одлуку енглеске цркве да свештенству у цивилним партнерствима дозволи да постану бискупи. Рекао је: „Веома је обесхрабрујуће чути да је Енглеска црква, која је једном донела јеванђеље Исуса Христа у Уганду, направила тако значајан искорак од самог тог јеванђеља које нам је донело живот, светлост и наду“.  Надбискуп Нтагали такође је поновио противљење сличним одлукама које су доносиле друге западне англиканске провинције. „Нажалост, морамо такође изјавити да ако Енглеска црква настави у супротном смеру, ми се морамо одвојити од ње и спремни смо да предузмемо исте радње које су подстакнуте одлукама Епископалне цркве (САД) и Англиканске цркве Канаде пре десет година “.
Цркву Уганде је на GAFCON III, одржаном у Јерусалиму, од 17. до 22. јуна 2018. године, представљала велика делегација од 272 члана, укључујући надбискупа Станлија Нтагалија.